# 세키구치 히사오
세키구치 히사오(일본어: 関口 久雄, 1954년 10월 29일 ~ )는 일본의 전 축구 선수이다.

## 국가대표팀 경력
그는 1978년 재팬컵에 참가할 일본 국가대표팀에 발탁되었으며, 5월 23일 태국와의 경기에서 데뷔했다. 그는 국제 A매치 통산 3경기에 출전, 1득점을 넣었다.

## 통계
| 일본 | 일본 | 일본 |
| 연도 | 출전 | 득점 |
| ---- | ---- | ---- |
| 1978 | 3    | 1    |
| 통산 | 3    | 1    |